# جيمس كوردن
جيمس كيمبرلي كوردين (ولد في 22 أغسطس 1978) ممثل كوميدي، مضيف تلفزيوني، مغني إنجليزي، كما قدم برنامج ليت ليت شو مع جيمس كوردن، وهو برنامج حواري تلفزيوني مسائي على شبكة سي بي اس، مضيف حفل توزيع جوائز توني (2016) مقدم حفل توزيع جوائز غرامي (2017), قدم نسخ ساخرة من أفلام سابقة مثل فيلم مانيكان مع فيكتوريا بيكام.

### النشأة والتعليم
ولد كوردن في هيلينجدون، لندن الكبرى، ابن مارجريت ومالكولم كوردن. كان والده موسيقيًا في الفرقة المركزية لسلاح الجو الملكي، وأصبح فيما بعد بائعًا للكتب المسيحية والأناجيل. كانت والدة كوردن عاملة اجتماعية. نشأ جيمس وترعرع في هازلمير، باكينجهامشير، وارتاد مدرسة بارك المتوسطة ومدرسة هولمر جرين العليا.

## روابط خارجية
- جيمس كوردن على موقع IMDb (الإنجليزية)
- جيمس كوردن على موقع ميتاكريتيك (الإنجليزية)
- جيمس كوردن على موقع الموسوعة البريطانية (الإنجليزية)
- جيمس كوردن على موقع روتن توميتوز (الإنجليزية)
- جيمس كوردن على موقع قاعدة بيانات الأفلام العربية
- جيمس كوردن على موقع ألو سيني (الفرنسية)
- جيمس كوردن على موقع ميوزك برينز (الإنجليزية)
- جيمس كوردن على موقع تيرنر كلاسيك موفيز (الإنجليزية)
- جيمس كوردن على موقع أول موفي (الإنجليزية)
- جيمس كوردن على موقع قاعدة بيانات برودواي على الإنترنت (الإنجليزية)